# Harbin
Harbin (chinesisch 哈爾濱市 / 哈尔滨市, Pinyin Hā’ěrbīn Shì, W.-G. Ha-erh-pin; mandschurisch ᡥᠠᠯᠪᡳᠨ; russisch Харби́н / Charbin russ. Ausspracheⓘ) ist die Hauptstadt der Provinz Heilongjiang (Amur-Provinz), Mandschurei, Volksrepublik China, am Fluss Songhua Jiang mit 5.242.897 Einwohnern im Stadtgebiet (Zensus 2020). Im Gesamtgebiet lebten im Jahr 2020 zehn Millionen Personen. Von den in ganz China 15 provinzunmittelbaren Städten ist Harbin diejenige mit dem größten Territorium.

## Administrative Gliederung und Bevölkerung

### Administrative Gliederung
Die Unterprovinzstadt Harbin setzt sich auf Kreisebene aus neun Stadtbezirken, zwei kreisfreien Städten und sieben Kreisen zusammen. Diese sind:
- Stadtbezirk Acheng (阿城區 / 阿城区),
- Stadtbezirk Daoli (道里區 / 道里区),
- Stadtbezirk Daowai (道外區 / 道外区),
- Stadtbezirk Hulan (呼蘭區 / 呼兰区),
- Stadtbezirk Nangang (南崗區 / 南岗区),
- Stadtbezirk Pingfang (平房區 / 平房区),
- Stadtbezirk Shuangcheng (雙城區 / 双城区),
- Stadtbezirk Songbei (松北區 / 松北区),
- Stadtbezirk Xiangfang (香坊區 / 香坊区),
- Stadt Shangzhi (尚志市),
- Stadt Wuchang (五常市),
- Kreis Bayan (巴彥縣 / 巴彦县),
- Kreis Bin (賓縣 / 宾县),
- Kreis Fangzheng (方正縣 / 方正县),
- Kreis Mulan (木蘭縣 / 木兰县),
- Kreis Tonghe (通河縣 / 通河县),
- Kreis Yanshou (延壽縣 / 延寿县),
- Kreis Yilan (依蘭縣 / 依兰县).

### Bevölkerungsentwicklung der Agglomeration
In der eigentlichen Agglomeration der Stadt lebten laut UN knapp 6 Millionen Einwohner (Stand: 2017). Die restliche Bevölkerung lebt im ländlichen Umland. Aufgrund der voranschreitenden Urbanisierung wird bis 2035 mit 7,9 Millionen Einwohnern in der Agglomeration gerechnet.
| Jahr | Einwohnerzahl |
| ---- | ------------- |
| 1950 | 726.000       |
| 1960 | 1.423.000     |
| 1970 | 1.696.000     |
| 1980 | 1.992.000     |
| 1990 | 2.515.000     |
| 2000 | 4.100.000     |
| 2010 | 5.140.000     |
| 2017 | 5.984.000     |

### Ethnische Zusammensetzung der Gesamtbevölkerung Harbins (2000)
Beim Zensus 2000 wurden für das gesamte Verwaltungsgebiet Harbins 9.413.359 Einwohner gezählt.
| Name des Volkes | Zahl d. Einwohner | Anteil in Prozent |
| --------------- | ----------------- | ----------------- |
| Han             | 08.796.610        | 93,45             |
| Mandschu        | 00433.340         | 04,6              |
| Koreaner        | 00119.883         | 01,27             |
| Hui             | 00039.995         | 00,43             |
| Mongolen        | 00013.163         | 00,14             |
| Xibe            | 00004.741         | 00,05             |
| Daur            | 00000938          | 00,01             |
| Sonstige        | 00004.689         | 00,05             |

## Geschichte
Die Stadt wurde 1898 – nach der Besetzung der nördlichen Mandschurei durch Russland – als Bahnstation der von Nikolai Swijagin gebauten Transmandschurischen Eisenbahn von Russen gegründet, weswegen das Stadtbild der älteren Stadtteile heute noch von russischer Architektur geprägt ist. Besonders nach der Oktoberrevolution flohen viele Russen nach Harbin und trugen zum Aufblühen der Stadt bei. Im Hinblick auf den Personalbedarf der Transmandschurischen Eisenbahn wurde 1920 eine russisch-chinesische technische Schule unter der Leitung von Dmitri Horvat mit dem Verwaltungsratsvorsitzenden Nikolai Gondatti eröffnet. Im April 1922 wurde die Schule als russisch-chinesisches polytechnisches Institut die erste höhere Bildungseinrichtung in Harbin. 1932 wurde die Stadt von japanischen Truppen besetzt. Nach der Kapitulation Japans im Zweiten Weltkrieg übernahm die Sowjetunion die Stadt. Zwar übergab sie die Stadt vereinbarungsgemäß der Republik China, aber die Truppen der Roten Armee blieben weiterhin dort stationiert. Unter ihrer stillschweigenden Duldung konnte die Kommunistische Partei Chinas die Stadt bereits 1946 erobern. Die Industrieanlagen dort dienten ihnen als Basis für den Sieg im Bürgerkrieg.
Nach der Gründung der Volksrepublik China wurde die Schwerindustrie in Harbin noch ausgebaut. Dafür wurden Menschen aus dem Süden Chinas hierher umgesiedelt und die Technische Universität durch Lehrkräfte aus dem Süden verstärkt. Viele dieser Menschen kehrten nach der Lockerung der Wohnbestimmungen wieder in ihre alte Heimat zurück.
Seit der wirtschaftlichen Reform versuchen Harbin und die Provinz Heilongjiang, sich als Brückenkopf im Handel mit Russland zu profilieren.
Im November 2005 verseuchte der Chemieunfall von Jilin das Wasser des Songhua Jiang mit Benzol, woraufhin die Trinkwasserversorgung der Stadt für mehrere Tage unterbrochen werden musste.
Am 20. Oktober 2013 breitete sich über Harbin ein schwerer Smog aus. Flughafen, Schulen und Kindergärten wurden für drei Tage geschlossen. Alle Autobahnen wurden nach Unfallserien geschlossen. Bei windarmem, relativ warmem Wetter war das kohlebefeuerte städtische Heizungssystem gestartet worden. Am 25. Oktober bewirkte kalte, aus Sibirien zuströmende Luft, dass sich der Smog nach oben hob und abzog.

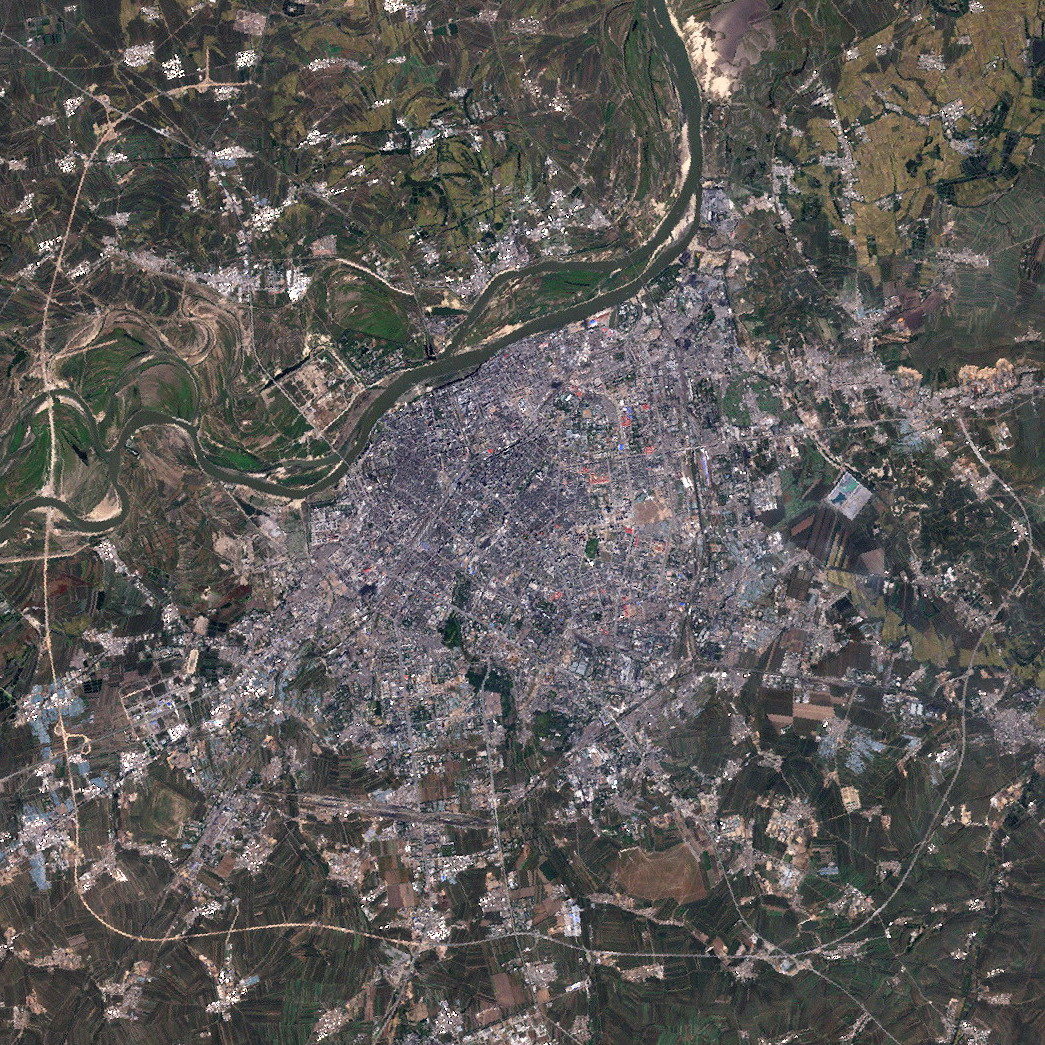
Satellitenaufnahme

## Geografie

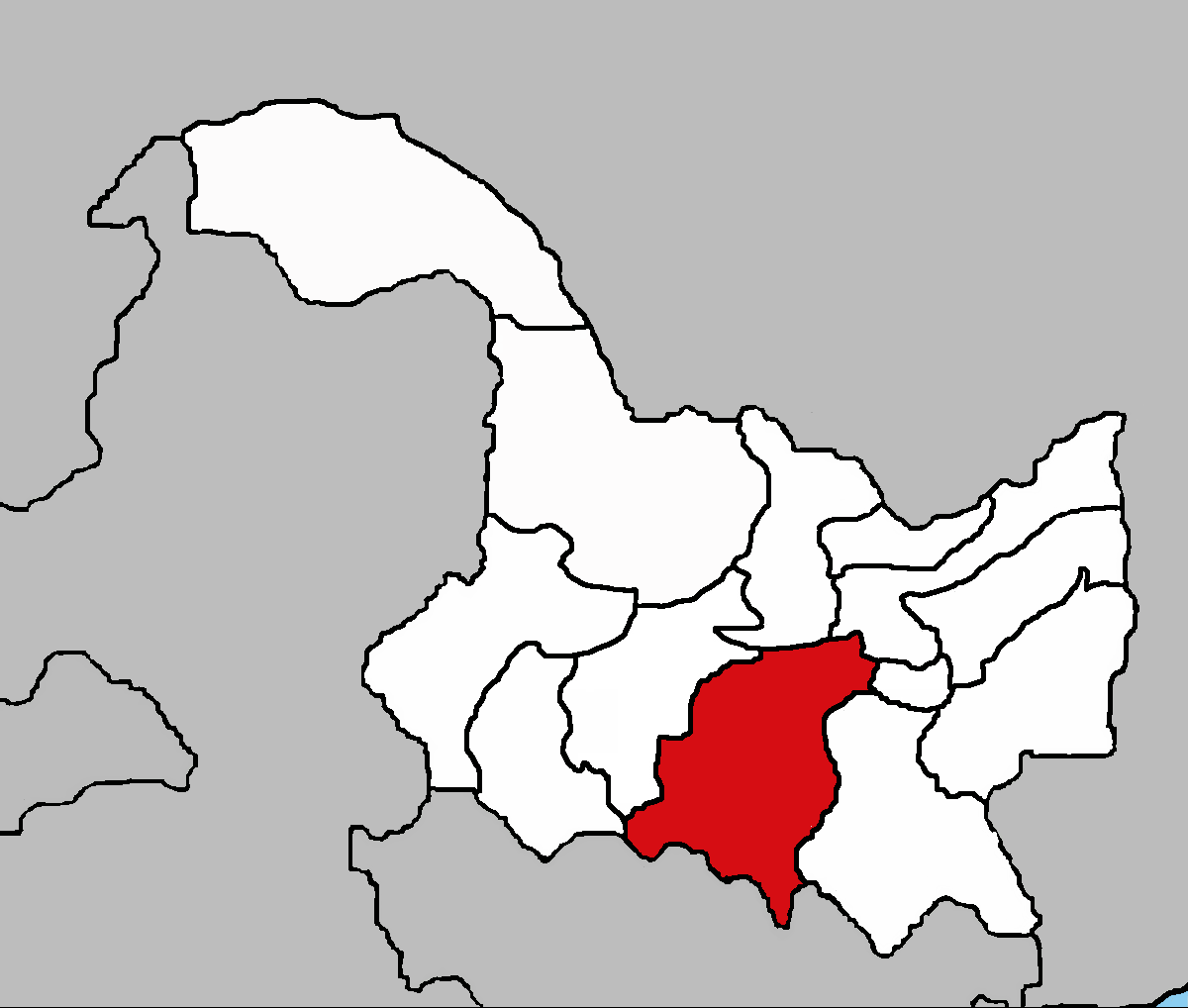
Lage der Stadt in Heilongjiang

Das Stadtgebiet erstreckt sich hauptsächlich am Südufer des Songhua Jiang, eines Nebenflusses des Heilong Jiang (Amur). Das Nordufer wird als Naherholungsgebiet ausgebaut. Das Stadtgebiet ist weitestgehend eben, es gibt nur Niveauunterschiede von rund 150 Metern. Die Fläche umfasst 56.579 km², davon 7086 km² Stadtfläche.

## Klima
Die Winter in Harbin sind sehr kalt, in den Nächten kann die Temperatur bis auf −40 °C sinken. Oft beginnt es im Oktober schon zu schneien und der Frost endet meist erst Ende April. Dementsprechend ist die Vegetationszeit relativ kurz. Im Sommer ist die Stadt für chinesische Verhältnisse angenehm kühl, so dass sie im Sommer ein beliebter Konferenzort Chinas ist.
|                       | Jan   | Feb   | Mär   | Apr  | Mai  | Jun  | Jul  | Aug  | Sep  | Okt  | Nov   | Dez   |   |      |
| Mittl. Tagesmax. (°C) | −13,0 | −8,5  | 2,0   | 13,3 | 21,3 | 26,0 | 27,7 | 26,1 | 20,5 | 11,7 | −0,3  | −9,8  | ⌀ | 9,8  |
| Mittl. Tagesmin. (°C) | −24,6 | −21,3 | −10,2 | 0,0  | 7,6  | 14,0 | 18,0 | 16,1 | 8,5  | −0,1 | −10,5 | −20,3 | ⌀ | −1,8 |
|                       |       |       |       |      |      |      |      |      |      |      |       |       |   |      |
| Niederschlag (mm)     | 3     | 6     | 10    | 21   | 37   | 78   | 153  | 116  | 61   | 23   | 8     | 5     | Σ | 521  |
|                       |       |       |       |      |      |      |      |      |      |      |       |       |   |      |
| Regentage (d)         | 7     | 6     | 6     | 6    | 10   | 13   | 15   | 13   | 10   | 7    | 6     | 7     | Σ | 106  |

| −24,6 |

| −21,3 |

| −10,2 |

| 0,0 |

| 7,6 |

| 14,0 |

| 18,0 |

| 16,1 |

| 8,5 |

| −0,1 |

| −10,5 |

| −20,3 |

| −24,6 |

| −21,3 |

| −10,2 |

| 0,0 |

| 7,6 |

| 14,0 |

| 18,0 |

| 16,1 |

| 8,5 |

| −0,1 |

| −10,5 |

| −20,3 |

## Wirtschaft
Laut einer Studie aus dem Jahr 2014 erwirtschafte Harbin ein Bruttoinlandsprodukt von 127,9 Milliarden US-Dollar in Kaufkraftparität. In der Rangliste der wirtschaftsstärksten Metropolregionen weltweit belegte die Stadt damit den 104. Platz. Das BIP pro Kopf liegt bei 12.865 US-Dollar (KKP). Mit 10,1 % im Zeitraum von 2009 bis 2014 wuchs das BIP pro Kopf schnell.

### Produktionszweige
Harbin ist ein Industriestandort mit Branchen wie Maschinenbau, Leichtindustrie, Textilindustrie, Medizin, Lebensmittelindustrie, Automobilindustrie, Elektronik, Chemieindustrie. Eine dominierende Rolle spielen die Herstellung von Kraftwerksausrüstungen, Flugzeugen, Omnibussen, Messinstrumenten sowie die Produktion größerer Mengen Aluminium-Magnesium-Legierungen zur Weiterverarbeitung in anderen chinesischen Werken oder für den Export. Die Harbin City Commercial Bank ist im Bereich der Vergabe von Kleinkrediten sehr aktiv.

### Handelsplatz
Die Harbiner Messe findet jährlich vom 15. bis 21. Juni statt. Sie ist die wichtigste universale Messe in Nordostasien und wurde erstmals im Jahr 2001 abgehalten.

## Bildung
In Harbin befinden sich 19 Hochschulen mit rund 70.000 Studenten, davon gehört die Technische Universität Harbin (engl.: Harbin Institute of Technology) zu den Top Ten in China. Zudem bestehen 22 Erwachsenenhochschulen mit rund 116.000 Studierenden.

## Verkehr

### Flugverbindungen
Harbin Taiping (IATA: HRB, ICAO: ZYHB) ist der größte internationale Flughafen in Nordchina, Direktflüge in die USA, Russland, Japan und Korea sind möglich.

### Eisenbahn

Eisenbahnverbindungen in Nordost-China

Harbin ist ein wichtiger Eisenbahnknotenpunkt Nordostchinas. Fünf Eisenbahnlinien verbinden die Stadt mit Peking (Jingha Line), Suifenhe (Binsui Line), Manzhouli (Binzhou Line), Bei’an (Binbei Line) und Lalin (Labin Line). Darüber hinaus verläuft eine Hochgeschwindigkeits-Eisenbahnstrecke zwischen Harbin und Dalian, eine weitere wurde Ende 2018 eröffnet: Die Bahnstrecke Harbin–Mudanjiang. Die Stadt verfügt über folgende Bahnhöfe:
- Hauptbahnhof (1899 eröffnet und 1999 erweitert)
- Harbin-Ostbahnhof (1934 eröffnet)
- Harbin-Westbahnhof (2012 fertiggestellt)
- Harbin-Nordbahnhof (seit 2014)

### Metro
Im Jahr 2009 begann der Bau eines U-Bahn-Systems, der Harbin Metro. Um das Jahr 2027 soll das Netz neun Linien und eine Ringlinie umfassen. Die erste Linie wurde 2013 eröffnet und bildet eine Ost-West-Verbindung zwischen der Medizinischen Universität und dem Ostbahnhof. Zwei weitere Linien wurden bis 2022 eröffnet.

### Hafen, Wasserstraßen und Brücken
Der erste und zugleich auch der einzige Inlandhafen in China befindet sich im Gebiet von Harbin und ist ein ausgebauter Naturhafen. Er ist von mittlerer Größe, besitzt eine Anbindung an das Eisenbahnnetz und dient auch für die Verschiffung von Exportgütern.
Harbin ist über seinen Songhua Fluss mit dem System der etwa 1.900 Flüsse in der Provinz Heilongjiang verbunden. Das ermöglicht umfangreiche Personen- und Frachtschifffahrt.
Von der Hängebrücke Harbin Yangmingtan Bridge, die im Jahr 2011 dem Verkehr übergeben worden war, brach im Sommer 2012 eine Fahrbahn (wahrscheinlich) unter der Last mehrerer schwerer Fahrzeuge ein, wobei auch drei Menschen ihr Leben verloren.
Über den Fluss spannt sich außerdem die Harbin Songpu Bridge, eine moderne Schrägseilbrücke. Sie wurde im Oktober 2010 dem Verkehr übergeben, ist rund 4 Kilometer lang, besitzt je Fahrtrichtung zwei Fahrspuren und ihr Bau kostete 1,6 Milliarden Yuan.

### Straßensystem
Durch die Stadt oder an der Tangente verlaufen fünf Express Highways und fünf Autobahnen.

## Tourismus

### Eis- und Schneefeste

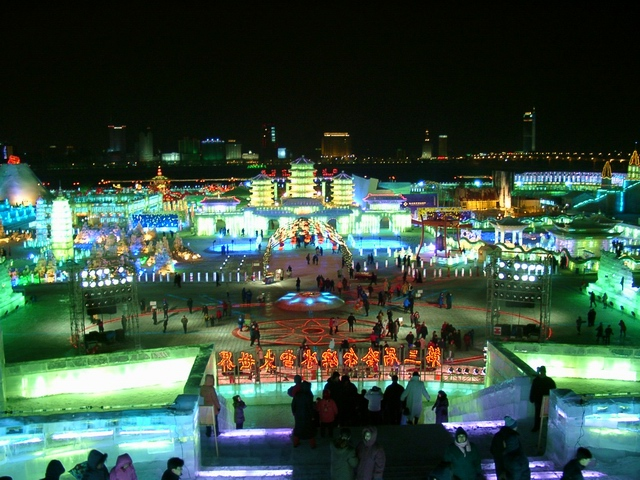
Eislaternenfest in Harbin

Im Winter, in der Regel von Anfang Januar bis Mitte Februar, finden in Harbin das Eis- und Schneefestival und das Eislaternen-Festival statt. An verschiedenen Orten im Stadtgebiet werden dann zum Teil filigran ausgearbeitete Eis- und Schneeskulpturen ausgestellt. Die größten Skulpturen sind Nachbauten berühmter Baudenkmale wie des Louvre in Paris oder des Pekinger Sommerpalastes. Dabei können die Skulpturen mehrere Meter hoch werden und sind nachts von innen mehrfarbig beleuchtet. Nicht nur zum Anschauen, sondern auch zur Benutzung gab es im Januar 2009 auch vier Bahnen Eisrutschen, die komplett aus Eis gefertigt waren. Das Festival wurde im Jahr 1984 erstmals ausgerichtet und hat sich mittlerweile zu einer Winter-Touristenattraktion entwickelt. Es gehört zu den vier größten Eis- und Schneefestivals der Welt (neben dem Sapporo-Schneefestival, dem Skifestival in Oslo und der Winter-Sonnwendfeier in Québec).
Zu den Veranstaltungsorten gehören das Gelände der Harbin Engineering University, der Zhaolin-Park und das Landschaftsgebiet Sun Island (hier werden vor allem die Schneeskulpturen errichtet). 2012 wurde ein neuer offizieller Weltrekord aufgestellt: 52 Teams aus der ganzen Welt haben 1858 Kubikmeter Schnee für ihre Skulpturen verwendet. Den ersten Preis beim International Collegiate Snow Sculpture Contest 2012 gewann ein Studententeam der Universität Milwaukee aus den USA.
Am 13. Dezember 2023 wird über den Bau von Eisskulpturen auf 0,6 km² Fläche berichtet. Das Bild von AFP/STR zeigt einen sich nach oben hin in Stufen verjüngenden Turm, innen beleuchtet. Sein Gerüst weist 10 Etagen auf, 13 Mobilkräne sind am Gelände zu erkennen. Eröffnet wird am 5. Januar 2024.

### Bierbrauerei
Seit 2002 wird jährlich im Juli ein (an das Münchener Oktoberfest angelehntes) Internationales Bierfestival ausgerichtet.
Innerhalb Chinas kann die Stadt auf die längste Tradition im Bierbrauen zurückblicken:
Die Gründung der Harbiner Brauerei erfolgte bereits 1900 und damit drei Jahre vor der weltbekannten Tsingtao-Brauerei.

### Musik
Das Harbin Sinfonieorchester, 1908 gegründet, ist Chinas ältestes Orchester. Die Musikschule Harbin Nr. 1 wurde 1928 von Zuwanderern nach Harbin gegründet, die mit der Eröffnung des Hauptbahnhofs hier eintrafen, überwiegend Russen. Aus dieser ersten Musikschule in China sind inzwischen rund 100 weltbekannte Musiker hervorgegangen.
Das Harbin Summer Music Concert umfasst eine ganze Serie von Konzerten und wird gut besucht. Es nahm seinen Anfang im Jahr 1958 (offiziell 1961) und wurde jährlich bis zur Kulturrevolution 1966 organisiert. Eine Wiederaufnahme erfolgte im Jahr 1974, zunächst weiterhin jährlich im August. Seit 1994 findet es im Zweijahresrhythmus an verschiedenen Orten der Stadt statt.
Die UNESCO nahm Harbin im Jahr 2010 als Mitglied des Creative Cities Network als Music City auf.
2015 wurde das Harbin Grand Theatre eröffnet.

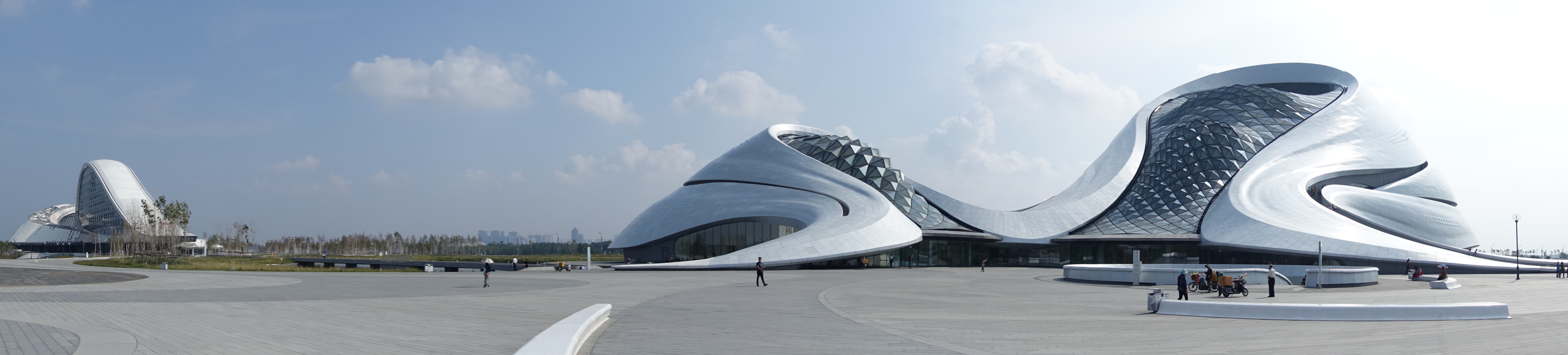
Panorama des Harbin Grand Theatre

### Tigerfarm
In einer Tigerfarm in Harbin leben ca. 800 Sibirische Tiger, um den Druck von den freilebenden Tigern zu nehmen und eine Wiederansiedlung von Tigern in ehemaligen Tigergebieten (Kasachstan, Ostchina) zu ermöglichen.

## Städtepartnerschaften
- Magdeburg (Deutschland), seit 2008
- Minneapolis (USA), seit 1992
- Krasnodar (Russland)
- Wiener Neustadt (Österreich)
- Wizebsk (Belarus)
- Edmonton (Kanada)
- Aarhus (Dänemark)
- Murmansk (Russland), seit 2015[20]
- Cascais (Portugal, seit 2015 in Anbahnung)[21]

## Architektur

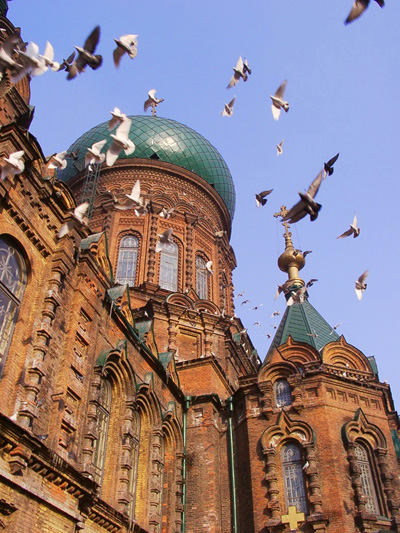
Die russisch-orthodoxe Sophienkathedrale

Verschiedene Gebäudearten, klassische und moderne chinesische sowie japanische und europäische Gebäude sind hier zu sehen.
Hervorhebenswert ist der im Jahr 2000 fertiggestellte Drachenturm als einer der höchsten Stahlfachwerktürme der Welt.
Entsprechend der ethnischen Zusammensetzung der Einwohner finden sich im Stadtgebiet auch die verschiedensten Religionsbauten.

## Raketenstartplatz
In der Nähe von Harbin betreibt das chinesische Militär einen Startplatz zur Erprobung militärischer Raketen.

## Söhne und Töchter der Stadt
- Pierre Batcheff (1901–1932), französischer Schauspieler
- Nikolai Tscheboksarow (1907–1980), sowjetischer Ethnograph und Anthropologe
- Louis Klemantaski (1907–2001), britischer Fotograf und Autorennfahrer
- Nikos Kavvadias (1910–1975), griechischer Schriftsteller
- Xiao Hong (1911–1942), chinesische Schriftstellerin (im heutigen Stadtbezirk und damals noch selbständigen Hulan geboren)
- Efraim Reuytenberg (1914–2005), israelischer Maler
- Valja Stýblová (1922–2020), tschechoslowakische Schriftstellerin und Ärztin
- Anya Berger, geboren als Anna Zisserman (1923–2018), russisch-britische Übersetzerin, Intellektuelle und Feministin
- Rudolph Pariser (1923–2021), US-amerikanischer Chemiker
- Lidija Wertinskaja (1923–2013), sowjetische Malerin und Schauspielerin
- Benjamin Lees (1924–2010), US-amerikanischer Komponist
- Julie Ann Jardine (1926–2012), Science-Fiction-Autorin
- Inessa Koslowskaja (1927–2020), russische Neurophysiologin und Raumfahrtmedizinerin
- Semjon Gerschtein (1929–2023), russischer theoretischer Physiker
- Li Ao (1935–2018), Schriftsteller, Historiker und Politiker
- Robert Skidelsky (* 1939), britischer Wirtschaftshistoriker
- Susanna Blunt (* 1941), kanadische Porträtkünstlerin
- Han Guizhi (* 1943), Politikerin
- Hu Yanlin (* 1943), Offizier und Politiker
- Miyauchi Katsusuke (* 1944), Schriftsteller
- Meng Hongwei (* 1953), Politiker und Polizeibeamter, Präsident von Interpol
- Yao Bin (* 1957), Eiskunstläufer und Eiskunstlauftrainer
- Huai Jinpeng (* 1962), Politiker
- Yang Yi (* 1964), Schriftstellerin (japanisch)
- Wang Xiuli (* 1965), Eisschnellläuferin
- Li Bingbing (* 1973), Schauspielerin und Sängerin
- Zhao Hongbo (* 1973), Eiskunstläufer
- Kong Linghui (* 1975), Tischtennisspieler
- Shen Xue (* 1978), Eiskunstläuferin
- Pang Qing (* 1979), Eiskunstläuferin
- Tong Jian (* 1979), Eiskunstläufer
- Haocheng Zhang (* 1979), Schauspieler
- Guo Zhengxin (* 1979), Eiskunstläufer
- Gao Xuefeng (* 1980), Eisschnellläufer
- Liu Yin (* 1981), Curlerin
- Wang Fei (* 1982), Eisschnellläuferin
- Wang Fengchun (* 1982), Curler
- Liu Rui (* 1982), Curler
- Zhou Yan (* 1982), Curlerin
- Ma Yunfeng (* 1983), Shorttracker
- Wanting Qu (* 1983), Sängerin
- Wang Bingyu (* 1984), Curlerin
- Zhang Hao (* 1984), Eiskunstläufer
- Li Hongxue (* 1984), Skilangläuferin
- Xu Xiaoming (* 1984), Curler
- Wang Beixing (* 1985), Eisschnellläuferin
- Wang Songtao (* 1985), Skilangläufer
- Yu Jing (* 1985), Eisschnellläuferin
- Yue Qingshuang (* 1985), Curlerin
- Zhang Dan (* 1985), Eiskunstläuferin
- Stephanie Xu Sang (* 1986), Tischtennisspielerin
- Zhang Jilin (* 1986), Schachspielerin
- Ji Cheng (* 1987), Radrennfahrer
- Xu Wenlong (* 1987), Skilangläufer
- Wang Xinyue (* 1987), Shorttrackerin
- Sun Qinghai (* 1988), Skilangläufer
- Zang Jialiang (* 1988), Curler
- Wang Hao (* 1989), Schachspieler
- Man Dandan (* 1989), Skilangläuferin
- Simu Liu (* 1989), chinesisch-kanadischer Schauspieler
- Yu Wenxia (* 1989), Model
- Shi Wancheng (* 1990), Snowboarder
- Han Cong (* 1992), Eiskunstläufer
- Li Xin (* 1992), Skilangläuferin
- Cai Xuetong (* 1993), Snowboarderin
- Sui Wenjing (* 1995), Eiskunstläuferin
- Kong Fanying (* 1996), Skirennläuferin
- Yan Han (* 1996), Eiskunstläufer
- Lian Ziwen (* 1998), Eisschnellläufer
- Guo Jianing (* 2000), Eishockeyspieler